# Gliniewo
Gliniewo, dodatkowa nazwa w j. kaszubskim Glëniewò, historycznie Glinna Góra, niem. Glinowagorra, Lehmberg – część wsi Szarłata w Polsce, położona w województwie pomorskim, w powiecie kartuskim, w gminie Przodkowo, na Kaszubach, na obszarze Pojezierza Kaszubskiego.
Nazwa w obecnym kształcie Gliniewo pojawiła się dopiero w okresie międzywojennym (1920-1939). Wcześniejsze nazwy to Gliniana Góra (1775 r.) i pod koniec XIX w. Glinowa Góra lub Glinna Góra. Niemcy pisali Glinowagorra, bądź tłumaczyli na Lehmberg (Lehm 'glina', Berg 'góra'). Obecna nazwa jest wynikiem procesu uniwerbizacji, czyli przekształcenia formy dwuwyrazowej Glinna Góra w jednowyrazową Gliniewo.
W roku 1885 we wsi było 6 domów i 33 mieszkańców.
W latach 1975–1998 Gliniewo administracyjnie należało do województwa gdańskiego.